# Sonningpriset
Sonningpriset är Danmarks största kulturpris, vilket utdelas enligt Sonningfondets statuter.
Priset stiftades testamentariskt av redaktören och författaren Carl Johan Sonning. Statuterna från 1949 ändrades 1974, då det bestämdes att priset skulle utdelas vartannat år. Prisbeloppet är för närvarande[när?] omkring 1 miljon danska kronor. Sonningpriset tilldelas en person som utfört förtjänstfullt arbete för den europeiska kulturen.
Europeiska universitet kan nominera kandidater. En kommitté inom Köpenhamns universitet utser pristagaren.

## Lista över prismottagare
| Årtal | Mottagare                               | Verksamhet                                        | Nationalitet    |
| ----- | --------------------------------------- | ------------------------------------------------- | --------------- |
| 1950  | Winston Churchill                       | Statsman                                          | Storbritannien  |
| 1959  | Albert Schweitzer                       | Teolog och filosof                                | Tyskland        |
| 1960  | Bertrand Russell                        | Filosof                                           | Storbritannien  |
| 1961  | Niels Bohr                              | Fysiker                                           | Danmark         |
| 1962  | Alvar Aalto                             | Arkitekt                                          | Finland         |
| 1963  | Karl Barth                              | Teolog                                            | Schweiz         |
| 1964  | Georges Pire                            | Teolog                                            | Belgien         |
| 1965  | Richard Nikolaus von Coudenhove-Kalergi | Författare och statsman                           | Österrike       |
| 1966  | Laurence Olivier                        | Skådespelare                                      | Storbritannien  |
| 1967  | Willem Visser 't Hooft                  | Teolog                                            | Nederländerna   |
| 1968  | Arthur Koestler                         | Författare                                        | Ungern          |
| 1969  | Halldór Laxness                         | Författare                                        | Island          |
| 1970  | Max Tau                                 | Författare                                        | Tyskland        |
| 1971  | Danilo Dolci                            | Socialarbetare                                    | Italien         |
| 1973  | Karl Popper                             | Filosof                                           | Österrike       |
| 1975  | Hannah Arendt                           | Politisk teoretiker                               | Tyskland        |
| 1977  | Arne Næss                               | Filosof                                           | Norge           |
| 1979  | Hermann Gmeiner                         | Stiftare av SOS Barnbyar                          | Österrike       |
| 1981  | Dario Fo                                | Teaterman                                         | Italien         |
| 1983  | Simone de Beauvoir                      | Författare                                        | Frankrike       |
| 1985  | William Heinesen                        | Författare                                        | Färöarna        |
| 1987  | Jürgen Habermas                         | Filosof och sociolog                              | Tyskland        |
| 1989  | Ingmar Bergman                          | Film- och teaterregissör                          | Sverige         |
| 1991  | Václav Havel                            | Författare och politiker                          | Tjeckoslovakien |
| 1994  | Krzysztof Kieślowski                    | Filmregissör                                      | Polen           |
| 1996  | Günter Grass                            | Författare                                        | Tyskland        |
| 1998  | Jørn Utzon                              | Arkitekt                                          | Danmark         |
| 2000  | Eugenio Barba                           | Teaterinstruktör och grundare av Odin Teatret     | Danmark         |
| 2002  | Mary Robinson                           | FN:s tidigare ansvarige för mänskliga rättigheter | Irland          |
| 2004  | Mona Hatoum                             | Bildkonstnär                                      | Storbritannien  |
| 2006  | Ágnes Heller                            | Filosof                                           | Ungern          |
| 2008  | Renzo Piano                             | Arkitekt                                          | Italien         |
| 2010  | Hans Magnus Enzensberger                | Författare                                        | Tyskland        |
| 2012  | Orhan Pamuk                             | Författare                                        | Turkiet         |
| 2014  | Michael Haneke                          | Regissör                                          | Österrike       |
| 2018  | Lars von Trier                          | Regissör                                          | Danmark         |
| 2021  | Svetlana Aleksijevitj                   | Författare                                        | Belarus         |
| 2023  | Marina Abramović                        | performancekonstnär                               | Serbien         |